# Brephostoma carpenteri
Brephostoma carpenteri és una espècie de peix pertanyent a la família dels epigònids i l'única del gènere Brephostoma.

## Hàbitat
És un peix marí i batidemersal que viu entre 500 i 2.782 m de fondària.

## Distribució geogràfica
Es troba a Papua Nova Guinea i les illes Hawaii.

## Observacions
És inofensiu per als humans.